# Миколай Вольський (маршалок)
Миколай Вольський гербу Півкозич (пол. Mikołaj Wolski, 1553, Підгайці — 9 березня 1630, Перемишль) — польський шляхтич, державний діяч Речі Посполитої, меценат.

## Біографія

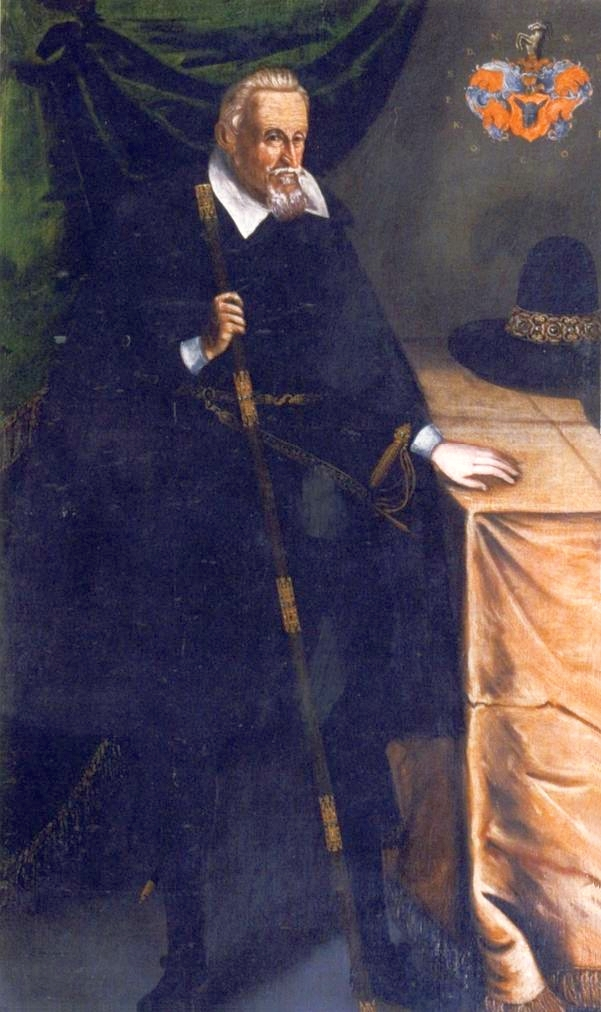

Народився в Підгайцях — тодішньому родинному гнізді Вольських гербу Півкозич. Батько — Станіслав Вольський (1523—1566), маршалок надвірний коронний, матір — дружина батька Барбара з Тарновських гербу Леліва (пом. 1570), дочка сандомирського воєводи Станіслава «Спитка» Тарновського (1514—1568). Разом з матір'ю поставив батькові Станіславу надгробок у базиліці св. Яна у Варшаві. У 1561/1562 році р. (в 9-й рік життя) батьки відправили його до двору кайзера Фердинанда Габсбурга, а потім його сина Максиміліана II в Ґраці і Відні, де виховувався разом з принцами Рудольфом, Матіасом, Ернстом і Максиміліаном. Досконало знав латину. 1566 року після смерті батька повернувся до Польщі, одідичив Підгайці, отримав староство Кшепицьке, згодом Ольштинське і Рабштинське. Після смерті матері (1570) поїхав до Німеччини, Франції, Англії, Італії, де продовжував освіту.
1572 року після смерти короля Зиґмунта Августа повернувся до Польщі. Підтримав обрання Генріха Валуа королем Польщі і правителем Республіки Обох Націй (Речі Посполитої). Від нього отримав посаду коронного мечника.
1576 року виступив противником Стефана Баторія, оскільки симпатизував Габсбурґам. Еміґрував до Відня, де 2 листопада коронували Рудольфа Габсбурґа. При дворі Рудольфа прожив 10 років; у 1583 році переїхав з ним до Праги, зацікавився алхімією, для якої жертвував багато коштів.
До Польщі повернувся після смерти Стефана Баторія в 1586 році. Спочатку не підтримав обрання шведського принца Зиґмунта III Вази королем Польщі.
Після 1588 року розбудував замок у Крепицях у Верхній Сілезії в ренесансовому стилі, перетворивши його на свою резиденцію. Тут влаштував алхімічну лабораторію, в якій працював разом з алхіміком Міхалом Сендивоґіусом. 9 жовтня 1589 року став командором Познанським Мальтійського Ордену, на цій посаді пробув майже 12 років. 1600 року отримав від короля Зиґмунта Вази посаду надвірного коронного маршалка (1600—1616), здобув міське право Кракова.
Неодноразово з дипломатичними місіями бував в різних краях. У Римі, намагаючись спокутувати провину за заняття чорною магією, під час перебування з посольством короля Зиґмунта Вази до папи Климента VIII запросив до Польщі монахів камедулів; для них обіцяв збудувати монастир. Для цього продав у 1605 році Підгайці з навколишніми селами (підгаєцький ключ), а також Козову Станіславові Ґольському. На виручені кошти збудував у 1604—1630 роках костел Внебовзяття Пресвятої Діви Марії і монастир камедулів у Бєлянах під Краковом. Підтримав короля у його планах щодо польської інвазії в Московію і воцаріння Лжедмитрія у Москві.
Під час рокошу Зебжидовського 1606—1609 став рішуче на бік короля. Не дав змоги Міколаєві Зебжидовському призначити о. Ґабріеля з Городка комісаром Реформатів Польщі, незважаючи на протидію королеви Констанції та великого коронного маршалка Зиґмунта Мишковського.
Займався металургійною промисловістю, завдяки тривалій співпраці з Міхалом Сендивоґіусом, викупивши кілька ковальських мануфактур у Верхній Сілезії, зокрема у 1607 — у Лойках (де заснував дротяну майстерню і бляхарню), у 1620 — у Лазці (збудував піч для виливання гармат), Вонсочі і Нєрадзі, також у Панках (там теж була людвисарня) і Почесній; окрім гармат, на них виливали котли і металевий посуд.
1616 року став великим коронним маршалком (1616—1630).
Фундував будівництво костелу в Перемишлі; також надавав кошти для шпиталю убогих, друкування книги, присвяченої синівцеві Казімєжу. Ксьондз Пшемислав Якуб Рудніцький підтримував із ним приязні стосунки.
Помер 9 березня 1630 р. в Перемишлі, похований у монастирі камальдулів на Білянах під Краковом, заповів поховати себе у білому камедульському вбранні.
На сеймі 1631 року розглядали справу поділу його спадку, яку Катерина Сенявська виграла в його нащадків, заволоділа, зокрема, Яксманицею в Перемиській землі. Анна Єфросина Ходкевич після його смерти одідичила доми та площі «за Стрільницею» в Кракові, записала їх кармелітам босим Кракова, що дозволило їм будувати нові храм і монастир.

### Сім'я
Був одружений з Теодорою з Бєльських; їхню дочку Петронелю видали за бурґґрафа краківського Кшиштофа Роговського.

## Вшанування
Мартин Блажевський (Блажовський, ?—бл.1628), поет і перекладач початку XVII ст., представник роду шляхтичів Блажовських (прізвище походить від назви села Блажів, яке було їхнім дідичним володінням) гербу Сас, дідич сіл та Турківщині, зокрема, Ільника, присвятив М. Вольському твір «O Aeneaszu Trojańskim księga trzynasta» (1606), переклад популярного тоді продовження «Енеїди» італійського гуманіста XV ст. Мафео Веджо (Maffeo Vegio).